# 阿伦·李帕特
阿伦·李帕特（荷蘭語：Arend d'Angremond Lijphart，1936年8月16日—）荷兰裔美国政治学家，专攻比较政治学、选举和投票体系、民主制度与民族。聖地牙哥加利福尼亞大學政治学荣誉教授，以“协商民主”理论而知名。